# Уэйр, Джеймс Кеннет, 2-й виконт Уэйр
Джеймс Кеннет Уэйр, 2-й виконт Уэйр (англ. James Kenneth Weir, 2nd Viscount Weir; 10 сентября 1905 — 16 августа 1975) — шотландский пэр и бизнесмен, наиболее известный как председатель Weir Group.

## Биография
Родился 10 сентября 1905 года. Старший сын Уильяма Уэйра, 1-го виконта Уэйра (1877—1959), и его жены Элис Бланш Макконнахи (1882—1959). Семья жила в Холмвуде в Поллокшилдсе.
Джеймс получил образование в школе Оундл в Нортгемптоншире, затем учился в Кембриджском университете, получив степень бакалавра в 1926 году. Затем он поступил на работу в семейную компанию G & J Weir, прежде чем перейти на работу в компанию General Electric в Скенектади, штат Нью-Йорк.
В 1931 году он стал директором G & J Weir Ltd.
2 июля 1959 года после смерти своего отца Джеймс Уэйр унаследовал титулы 2-го виконта Уэйра из Иствуда в графстве Ренфрушир и 2-го барона Уэйра из Иствуда в графстве Ренфрушир, став членом Палаты лордов Великобритании.
Джеймс Уэйр был председателем Комитета по производству 25-фунтовых полевых орудий Министерства снабжения с 1940 по 1943 год. Он был председателем Комитета по 6-фунтовым артиллерийским орудиям Министерства снабжения с 1941 по 1944 год. Он также был членом Промышленной консультативной группы Министерства производства с 1942 по 1945 год. Он был назначен Командором Ордена Британской империи в 1944 году.
С 1955 года он был председателем Weir Group.
В 1967 году он получил почетную докторскую степень от Университета Стратклайда. В 1970 году он был избран членом Эдинбургского Королевского общества. Его кандидатуры поддержали Роберт Сильвер, Алик Бьюкенен-Смит, Барон Балерно, Энтони Эллиот Ричи и Томас Диери Паттен.
Он вышел на пенсию в 1972 году и умер 16 августа 1975 года.

## Семья
Джеймс Уэйр был женат дважды. 2 марта 1929 года он женился первым браком на Дороти Изабель Люси Кроуди (? — 12 февраля 1972), дочери Джеймса Фьюджа Кроуди. У супругов было шестеро детей:
- Люси Элспет Энн Уэйр (26 декабря 1929 — 10 декабря 1937)
- Уильям Кеннет Джеймс Уэйр, 3-й виконт Уэйр (род. 9 ноября 1933)[4], старший сын и преемник отца.
- Достопочтенный Дуглас Найджел Уэйр (род. 6 октября 1935)
- Достопочтенный Джордж Энтони Уэйр (род. 27 апреля 1940)
- Достопочтенный Джанет Сибелла Уэйр (род. 13 апреля 1947)
- Достопочтенный Джеймс Ричард Каннинг Уэйр (1 мая 1949 — 24 октября 2022).

3 марта 1973 года он женился вторым браком на миссис Дороти Хаттон (? — 23 июня 2002), вдове Эдварда Хаттона и дочери Уильяма Йеррингтона Дира. Второй брак был бездетным.